# イラン文化センター
イラン文化センター（ペルシア語: رایزنی فرهنگی سفارت ایران-ژاپن、英語: Cultural Center of the Islamic Republic of Iran-Japan / Cultural Center of the I.R. Iran-Japan）は、駐日イラン大使館傘下の文化センターで、大使館の文化参事室が運営している。イラン文化交流センターと呼ばれることもある。

## イラン文化センターが主催・協賛するイベント

### 東京イラン映画祭
2018年8月7日から9日にかけて東京イラン映画祭が開催され、赤坂区民センター区民ホール3階で7本のイラン映画が上映された。特に井筒俊彦のイランとの交流や生涯を描いた伝記映画「シャルギー(東洋人)」は2018年公開の最新作で、7日の上映分はオープニング挨拶付きであった。第2回は2019年8月5日から7日にかけて、前年と同様に赤坂区民センターで開催される予定。

### ペルシア語講座
毎週金曜日の夕刻90分（開始・終了時刻はクラスごとに異なる）に全12回のペルシア語講座が行われている。2015年9月開講の第1期講座が開催されて以来、定期的に開催されている。第2期講座までは無料であったが、2016年5月開講の第3期講座から有料となった。

### ペルシア書道
ペルシア書道家の角田ひさ子によるペルシア書道クラスが不定期開催されている。

### イベント
イラン暦の正月であるノウルーズを祝うコンサートや、イラン伝統音楽のワークショップなどを主催している。

### その他
不定期に講演やセミナーなども主催している。2018年6月20日には、龍谷大学国際学部との共催で「イラン文化との交流の歩み―イスラーム革命40周年記念シンポジウム」が龍谷大学深草キャンパス顕真館で開催された。

## 住所
2017年12月に等々力より移転、その後は下記の住所で運営されている。
〒141-0022　東京都品川区東五反田5-7-9